# Bolxoi Utrix
Bolxoi Utrix - Большой Утриш (rus) és un poble del krai de Krasnodar, a Rússia. Es troba a la riba nord-oriental de la mar Negra. És a 14 km al sud d'Anapa i a 129 km a l'oest de Krasnodar.
Pertany al possiólok de Supsekh.